# هيرمان فوجل
هيرمان فوجل (بالفرنسية: Hermann Vogel) (و. 1856 – 1918 م) هو كاريكاتيري، ورسام توضيحي، ورسام من ألمانيا . ولد في فلنسبورغ.
توفي في باريس.

## التعليم
تعلم في Academy of Fine Arts, Munich